# Gallese
Gallese é uma comuna italiana da região do Lácio, província de Viterbo, com cerca de 2.757 (Cens. 2001) habitantes. Estende-se por uma área de 37,30 km², tendo uma densidade populacional de 73,91 hab/km². Faz fronteira com Calvi dell'Umbria (TR), Civita Castellana, Corchiano, Magliano Sabina (RI), Orte, Otricoli (TR), Vasanello, Vignanello.
É a cidade natal do papa Estevão VI.

## Demografia
| Variação demográfica do município entre 1861 e 2011                               |
|                                                                                   |
| Fonte: Istituto Nazionale di Statistica (ISTAT) - Elaboração gráfica da Wikipedia |